# Cassetta reliquiario di sant'Agostino
La Cassetta Reliquiario di Sant'Agostino è un manufatto di oreficeria di età longobarda, risalente all'VIII secolo e conservato nella Basilica di san Pietro in Ciel d'Oro a Pavia.

## Storia e descrizione

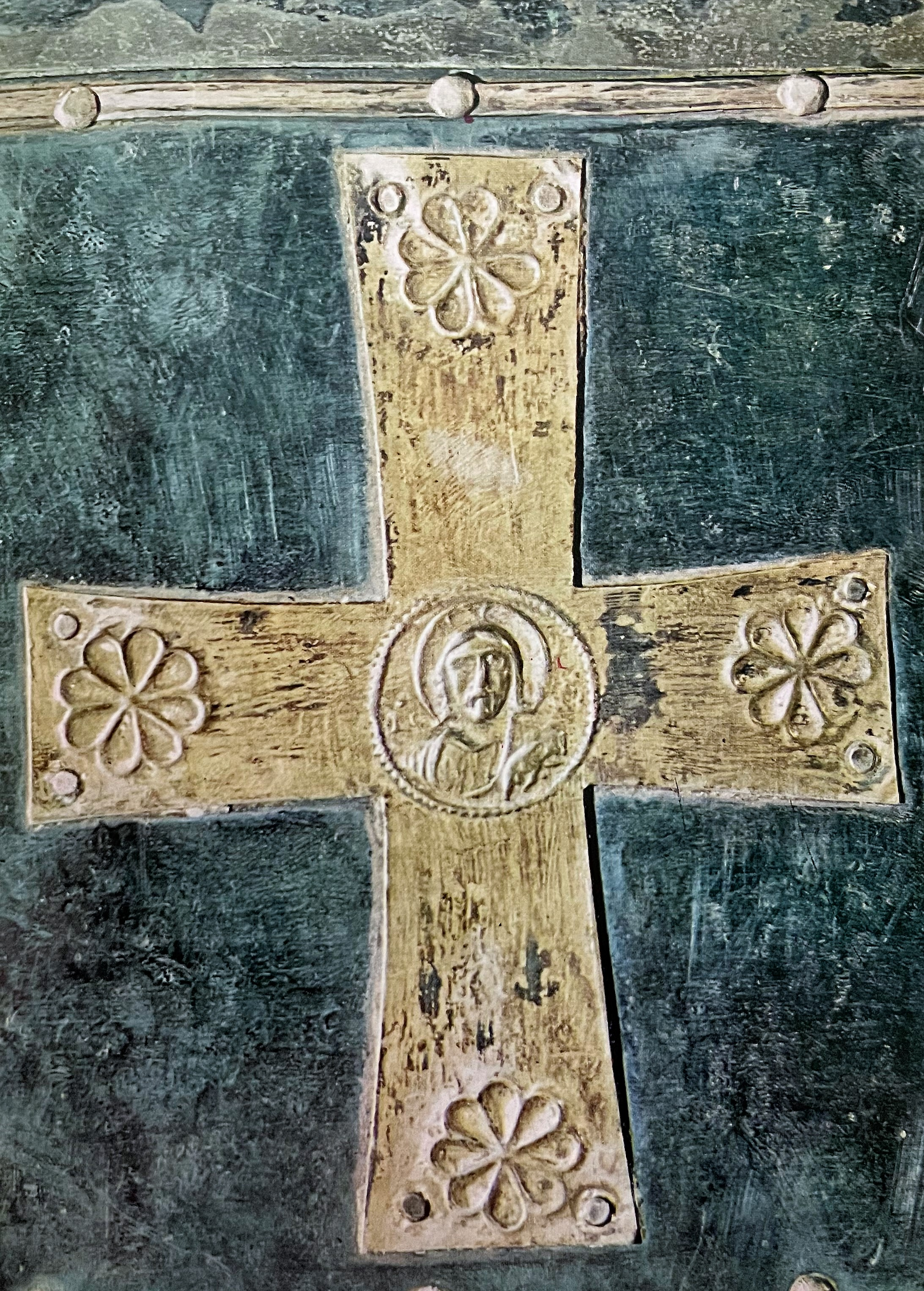
Uno delle crocette della cassetta.

Secondo la tradizione, nel 504 il re vandalo Trasamondo esiliò in Sardegna san Fulgenzio di Ruspe e altri vescovi cattolici nordafricani. Essi portarono seco le reliquie del santo e a Cagliari trovarono asilo in una cappella ipogea, ubicata in largo Carlo Felice, nel quartiere di Stampace e accessibile da una scala a chiocciola del Palazzo Accardo.
Nel 722-723 Liutprando probabilmente inviò una delegazione a Cagliari incaricata di acquistare le reliquie con una ingente somma di denaro e di trasportarle Pavia per dare lustro alla nuova capitale del regno. La cassetta fu poi donata dal re longobardo al monastero di San Pietro in Ciel d’Oro intorno al 725, quando le reliquie di Sant’Agostino furono trasportate dalla Sardegna a Pavia. La cassetta è forma rettangolare con coperchio a leggeri spioventi, rivestita di lamine d’argento e fittate agli spigoli con chiodi. Sempre in lamina d’argento, ma dorate, sono le quattro crocette applicate sui lati della cassetta. Il coperchio è articolato con due cerniere, e si fissa alla serratura. Sul coperchio è fissata una targa d’argento che ricorda la ricognizione della reliquia avvenuta nel 1728. La forma della cassetta è simile a un cofanetto con borchie, sempre di età longobarda, rinvenuto nella necropoli di Nocera Umbra. Lo schema, come le misure, delle crocette sono identici. I bracci, dal profilo lievemente divergente, sono leggermente più lunghi sull’asse verticale. Sulle loro estremità si disegna una fiore stilizzato a otto petali, mentre al centro vi è un medaglione dall’orlo perlinato con il busto di Cristo, visto frontalmente, aureolato, affiancato dai monogrammi IC e XC. Questi elementi sono ricavati evidentemente con l’uso dello stampo. I busti, come tutto l’ornato, e in particolare le rosette alla terminazione dei bracci, richiamano la produzione bizantina e ravennate di tradizione tardoantica e paleocristiana, mentre lontanissimi risultano al confronto gli esemplari della precedente produzione longobarda delle crocette auree con ornamentazione a intrecci zoomorfi di origine germanica.
Perse le tracce della sepoltura originaria del XIV secolo, intorno al 1360, nella sagrestia dell’Ordine degli eremitani agostiniani, fu sostituita da un'arca in marmo candido, opera di maestri campionesi. Ne dà notizia Petrarca in una lettera inviata a Boccaccio datata 22 dicembre 1365 (raccolta attualmente nelle sue Seniles, V, 1).